# Wadsworth (Ohio)
Wadsworth é uma cidade localizada no estado norte-americano de Ohio, no Condado de Medina.

## Demografia
Segundo o censo norte-americano de 2000, a sua população era de 18.437 habitantes.
Em 2006, foi estimada uma população de 20.155, um aumento de 1718 (9.3%).

## Geografia
De acordo com o United States Census Bureau tem uma área de
24,6 km², dos quais 24,6 km² cobertos por terra e 0,0 km² cobertos por água. Wadsworth localiza-se a aproximadamente 356 m acima do nível do mar.

## Localidades na vizinhança
O diagrama seguinte representa as localidades num raio de 12 km ao redor de Wadsworth.